# Belogradtjik
Belogradtjik (bulgariska: Белоградчик) är en ort i Bulgarien.   Den ligger i kommunen Obsjtina Belogradtjik och regionen Vidin, i den nordvästra delen av landet, 120 kilometer nordväst om huvudstaden Sofia. Belogradtjik ligger 498 meter över havet och antalet invånare är 5 688.
Terrängen runt Belogradtjik är huvudsakligen kuperad, men åt nordväst är den platt. Runt Belogradtjik är det glesbefolkat, med 8 invånare per kvadratkilometer.. Belogradtjik är det största samhället i trakten.
Omgivningarna runt Belogradtjik är en mosaik av jordbruksmark och naturlig växtlighet.